# Lista över medverkande i Snacka om nyheter
Detta är en lista över de som har medverkat i underhållningsprogrammet Snacka om nyheter som har sänds i bl. a. SVT och Kanal 9.

## Säsong 1 (1995)
| Säsong 1 (1995) | Säsong 1 (1995) | Säsong 1 (1995)             | Säsong 1 (1995) | Säsong 1 (1995) | Säsong 1 (1995) | Säsong 1 (1995)                                                      | Säsong 1 (1995) |
| Nr              | Nr              | Datum                       | Tid             | Kanal           | Programledare   | Medverkade                                                           | Tittare         |
| --------------- | --------------- | --------------------------- | --------------- | --------------- | --------------- | -------------------------------------------------------------------- | --------------- |
| 1               | 1               | 5 mars 1995                 | 20.00           | TV2             | Stellan Sundahl | Ronny Eriksson, Hagge Geigert, Stefan Grudin och Britt Mogård        |                 |
| 2               | 2               | 12 mars 1995                | 20.00           | TV2             | Stellan Sundahl | Stefan Grudin, Adde Malmberg, Claes Malmberg och Claire Wikholm      |                 |
| 3               | 3               | 26 mars 1995                | 20.00           | TV2             | Stellan Sundahl | Jonas Hallberg, Jörgen Mörnbäck, Claes Malmberg och Anders Björck    |                 |
| 4               | 4               | 2 april 1995                | 20.00           | TV2             | Stellan Sundahl | Jonas Hallberg, Amelia Adamo, Stefan Grudin och Olle Wästberg        |                 |
| 5               | 5               | 9 april 1995                | 20.00           | TV2             | Stellan Sundahl | Ronny Eriksson, Ingemar Mundebo, Stefan Grudin och Babben Larsson    |                 |
| 6               | 6               | 16 april 1995               | 20.00           | TV2             | Stellan Sundahl | Fritte Friberg, Per T. Ohlsson, Stefan Grudin och Thomas Petersson   |                 |
| 7               | 7               | 23 april 1995               | 20.05           | TV2             | Stellan Sundahl | Jonas Hallberg, Ulf Wickbom, Claes Malmberg och Lotta Bromé          |                 |
| 8               | 8               | 30 april 1995               | 20.00           | TV2             | Stellan Sundahl | Ronny Eriksson, Bo Holmström, Jonas Hallberg och Agneta von Schinkel |                 |
| 9               | 9               | 1 januari 1996 Nyårsspecial | 20.40           | SVT2            | Stellan Sundahl | Ronny Eriksson, Stefan Grudin, Babben Larsson och Per T Ohlsson      |                 |

## Säsong 2 (Våren 1996)
| Säsong 2 (Våren 1996) | Säsong 2 (Våren 1996) | Säsong 2 (Våren 1996) | Säsong 2 (Våren 1996) | Säsong 2 (Våren 1996) | Säsong 2 (Våren 1996) | Säsong 2 (Våren 1996)                | Säsong 2 (Våren 1996) |
| Nr | Nr                    | Datum                 | Tid                   | Kanal                 | Programledare         | Medverkade                           | Tittare               |
| --- | --------------------- | --------------------- | --------------------- | --------------------- | --------------------- | ------------------------------------ | --------------------- |
| 10 | 1                     | 14 januari 1996       | 20.00                 | SVT2                  | Stellan Sundahl       | Marit Paulsen och Åke Strömmer       |                       |
| 11 | 2                     | 21 januari 1996       | 20.00                 | SVT2                  | Stellan Sundahl       | Hasse Alfredson och Elisabet Höglund |                       |
| 12 | 3                     | 28 januari 1996       | 20.00                 | SVT2                  | Stellan Sundahl       | Lasse Lindroth och Thorbjörn Larsson |                       |
| 13 | 4                     | 4 februari 1996       | 20.00                 | SVT2                  | Stellan Sundahl       | Odd Engström och Anna-Lena Brundin   |                       |
| 14 | 5                     | 11 februari 1996      | 20.00                 | SVT2                  | Stellan Sundahl       | Siewert Öholm och Jonas Hallberg     |                       |
| 15 | 6                     | 18 februari 1996      | 20.00                 | SVT2                  | Stellan Sundahl       | Marit Paulsen och Jörgen Mörnbäck    |                       |
| 16 | 7                     | 25 februari 1996      | 20.00                 | SVT2                  | Stellan Sundahl       | Staffan Heimerson och Jan Bylund     |                       |
| 17 | 8                     | 3 mars 1996           | 20.00                 | SVT2                  | Stellan Sundahl       | Åke Cato och Sven Unger              |                       |
| 18 | 9                     | 10 mars 1996          | 20.00                 | SVT2                  | Stellan Sundahl       | Steffo Törnquist och Lasse Lindroth  |                       |
| 19 | 10                    | 17 mars 1996          | 20.00                 | SVT2                  | Stellan Sundahl       | Erik Blix och Gudrun Schyman         |                       |
| Efter den första säsongens växlande lagledarskap skulle Ronny Eriksson och Stefan Grudin vara lagledare hela andra och tredje säsongen. I avsnitt 9 säsong 2 ersatte Lasse "Ali Hussein" Lindroth den utannonserade Hagge Geigert då han hade ådragit sig influensan. |                       |                       |                       |                       |                       |                                      |                       |

## Säsong 3 (Hösten 1996)
| Säsong 3 (Hösten 1996) | Säsong 3 (Hösten 1996) | Säsong 3 (Hösten 1996) | Säsong 3 (Hösten 1996) | Säsong 3 (Hösten 1996) | Säsong 3 (Hösten 1996) | Säsong 3 (Hösten 1996)                               | Säsong 3 (Hösten 1996) |
| Nr                     | Nr                     | Datum                  | Tid                    | Kanal                  | Programledare          | Medverkade                                           | Tittare                |
| ---------------------- | ---------------------- | ---------------------- | ---------------------- | ---------------------- | ---------------------- | ---------------------------------------------------- | ---------------------- |
| 20                     | 1                      | 1 december 1996        | 20.00                  | SVT2                   | Stellan Sundahl        | Olle Söderlund och Babben Larsson                    |                        |
| 21                     | 2                      | 8 december 1996        | 20.00                  | SVT2                   | Stellan Sundahl        | Karin Pettersson och Hagge Geigert                   |                        |
| 22                     | 3                      | 15 december 1996       | 20.00                  | SVT2                   | Stellan Sundahl        | Fredrik Lindström och Lotta Gröning                  |                        |
| 23                     | 4                      | 22 december 1996       | 20.00                  | SVT2                   | Stellan Sundahl        | Lasse Brandeby och Kerstin Bäck                      |                        |
| 24                     | 5                      | 31 december 1996       | 22.00                  | SVT1                   | Stellan Sundahl        | Osorterade höjdpunkter från det gångna årets program |                        |

## Säsong 4 (Våren 1997)
Grudin och Eriksson fortsatte vara lagledare, men Ronny Eriksson ersattes temporärt av Jonas Hallberg i avsnitt 6.
| Säsong 4 (Våren 1997) | Säsong 4 (Våren 1997) | Säsong 4 (Våren 1997) | Säsong 4 (Våren 1997) | Säsong 4 (Våren 1997) | Säsong 4 (Våren 1997) | Säsong 4 (Våren 1997)              | Säsong 4 (Våren 1997) |
| Nr                    | Nr                    | Datum                 | Tid                   | Kanal                 | Programledare         | Medverkade                         | Tittare               |
| --------------------- | --------------------- | --------------------- | --------------------- | --------------------- | --------------------- | ---------------------------------- | --------------------- |
| 25                    | 1                     | 19 januari 1997       | 20.00                 | SVT2                  | Stellan Sundahl       | Jonas Hallberg och Birger Schlaug  |                       |
| 26                    | 2                     | 26 januari 1997       | 20.00                 | SVT2                  | Stellan Sundahl       | Thomas Petersson och Britt Edwall  |                       |
| 27                    | 3                     | 2 februari 1997       | 20.00                 | SVT2                  | Stellan Sundahl       | Alexandra Pascalidou och Stig Malm |                       |
| 28                    | 4                     | 9 februari 1997       | 20.00                 | SVT2                  | Stellan Sundahl       | Ulf Wickbom och Lasse Eriksson     |                       |
| 29                    | 5                     | 16 februari 1997      | 20.00                 | SVT2                  | Stellan Sundahl       | Peter Flack och Camilla Henemark   |                       |
| 30                    | 6                     | 23 februari 1997      | 20.00                 | SVT2                  | Stellan Sundahl       | Alf Svensson och Fredrik Lindström |                       |
| 31                    | 7                     | 2 mars 1997           | 20.00                 | SVT2                  | Stellan Sundahl       | Hasse Alfredson och Björn Eriksson |                       |

## Säsong 5 (Hösten 1997)
Denna säsong byttes Ronny Eriksson ut mot Lasse Eriksson.
| Säsong 5 (Hösten 1997) | Säsong 5 (Hösten 1997) | Säsong 5 (Hösten 1997) | Säsong 5 (Hösten 1997) | Säsong 5 (Hösten 1997) | Säsong 5 (Hösten 1997) | Säsong 5 (Hösten 1997)             | Säsong 5 (Hösten 1997) |
| Nr                     | Nr                     | Datum                  | Tid                    | Kanal                  | Programledare          | Medverkade                         | Tittare                |
| ---------------------- | ---------------------- | ---------------------- | ---------------------- | ---------------------- | ---------------------- | ---------------------------------- | ---------------------- |
| 32                     | 1                      | 9 november 1997        | 20.00                  | SVT2                   | Stellan Sundahl        | Sissela Kyle och Robert Aschberg   |                        |
| 33                     | 2                      | 16 november 1997       | 20.00                  | SVT2                   | Stellan Sundahl        | Eva Hamilton och Totte Wallin      |                        |
| 34                     | 3                      | 23 november 1997       | 20.00                  | SVT2                   | Stellan Sundahl        | Peter Harryson och Annika Lantz    |                        |
| 35                     | 4                      | 30 november 1997       | 20.00                  | SVT2                   | Stellan Sundahl        | Björn Rosengren och Lasse Karlsson |                        |
| 36                     | 5                      | 7 december 1997        | 20.00                  | SVT2                   | Stellan Sundahl        | Arne Hegerfors och Ingela Thalén   |                        |
| 37                     | 6                      | 14 december 1997       | 20.00                  | SVT2                   | Stellan Sundahl        | Ronny Eriksson och Gullan Lindblad |                        |
| 38                     | 7                      | 31 december 1997       | 22.05                  | SVT1                   | Stellan Sundahl        | Nyårsspecial                       |                        |

## Säsong 6 (Våren 1998)
| Säsong 6 (Våren 1998) | Säsong 6 (Våren 1998) | Säsong 6 (Våren 1998) | Säsong 6 (Våren 1998) | Säsong 6 (Våren 1998) | Säsong 6 (Våren 1998) | Säsong 6 (Våren 1998)              | Säsong 6 (Våren 1998) |
| Nr                    | Nr                    | Datum                 | Tid                   | Kanal                 | Programledare         | Medverkade                         | Tittare               |
| --------------------- | --------------------- | --------------------- | --------------------- | --------------------- | --------------------- | ---------------------------------- | --------------------- |
| 39                    | 1                     | 1 februari 1998       | 20.00                 | SVT2                  | Stellan Sundahl       | Bosse Parnevik och Ingela Agardh   |                       |
| 40                    | 2                     | 8 februari 1998       | 20.00                 | SVT2                  | Stellan Sundahl       | Ulf Nilsson och Pia Johansson      |                       |
| 41                    | 3                     | 15 februari 1998      | 20.00                 | SVT2                  | Stellan Sundahl       | Mike Florette och Fredrik Belfrage |                       |
| 42                    | 4                     | 22 februari 1998      | 20.00                 | SVT2                  | Stellan Sundahl       | Babben Larsson och Per Gahrton     |                       |
| 43                    | 5                     | 1 mars 1998           | 20.00                 | SVT2                  | Stellan Sundahl       | Mona Sahlin och Thomas Pettersson  |                       |
| 44                    | 6                     | 8 mars 1998           | 20.00                 | SVT2                  | Stellan Sundahl       | Lasse Kronér och Hans Alfredson    | ca 2 305 000 tittare  |

## Säsong 7 (Hösten 1998)
Ronny Eriksson återkom som lagledare hela den här säsongen, undantaget första programmet där Lasse Eriksson var lagledare.
| Säsong 7 (Hösten 1998) | Säsong 7 (Hösten 1998) | Säsong 7 (Hösten 1998) | Säsong 7 (Hösten 1998) | Säsong 7 (Hösten 1998) | Säsong 7 (Hösten 1998) | Säsong 7 (Hösten 1998)                  | Säsong 7 (Hösten 1998) |
| Nr                     | Nr                     | Datum                  | Tid                    | Kanal                  | Programledare          | Medverkade                              | Tittare                |
| ---------------------- | ---------------------- | ---------------------- | ---------------------- | ---------------------- | ---------------------- | --------------------------------------- | ---------------------- |
| 45                     | 1                      | 15 november 1998       | 20.00                  | SVT2                   | Stellan Sundahl        | Annette Kullenberg och Åke Strömmer     |                        |
| 46                     | 2                      | 22 november 1998       | 20.00                  | SVT2                   | Stellan Sundahl        | Lars-Gunnar Björklund och Carina Lidbom |                        |
| 47                     | 3                      | 29 november 1998       | 20.00                  | SVT2                   | Stellan Sundahl        | Lena Mellin och Adde Malmberg           |                        |
| 48                     | 4                      | 6 december 1998        | 20.00                  | SVT2                   | Stellan Sundahl        | Thomas Oredsson och Margot Wallström    |                        |
| 49                     | 5                      | 13 december 1998       | 20.00                  | SVT2                   | Stellan Sundahl        | Viveka Vogel och Johan Glans            |                        |
| 50                     | 6                      | 20 december 1998       | 20.00                  | SVT2                   | Stellan Sundahl        | Peter Settman och Pia Johansson         |                        |
| 51                     | 5                      | 31 december 1998       | 20.30                  | SVT1                   | Stellan Sundahl        | Snacka om nyheter - Nyårsspecial        |                        |

## Säsong 8 (1999)
| Säsong 8 (1999) | Säsong 8 (1999)  | Säsong 8 (1999)  | Säsong 8 (1999) | Säsong 8 (1999) | Säsong 8 (1999) | Säsong 8 (1999) | Säsong 8 (1999)      |
| Nr | Nr               | Datum            | Tid             | Kanal | Programledare | Medverkade | Tittare              |
| --- | ---------------- | ---------------- | --------------- | --- | --- | --- | -------------------- |
| 52 | 1                | 7 februari 1999  | 20.00           | SVT2 | Stellan Sundahl | Stefan Grudin och Dominika Peczynski, Ronny Eriksson och Anders Sundström                                                        |                      |
| 53 | 2                | 14 februari 1999 | 20.00           | SVT2 | Stellan Sundahl | Stefan Grudin och Sven Melander, Ronny Eriksson och Nina Lekander                                                                |                      |
| 54 | 3                | 21 februari 1999 | 20.00           | SVT2 | Stellan Sundahl | Stefan Grudin och Babben Larsson, Ronny Eriksson och Olle Stenholm                                                               | ca 2 125 000 tittare |
| Stellan Sundahl dog dagen efter att det tredje programmet visats. SVT ställde in repriseringen av hans sista program, och de återstående programmen ersattes med följande: |                  |                  |                 | | | |                      |
| Datum | Datum            | Tid              | Kanal           | Program | Program | Program | Tittare              |
| 28 februari 1999 | 28 februari 1999 | 20.00            | SVT2            | The Prize - Helt apropås tv-special om Nobelpriset som gjordes 1987 för Montreuxfestivalen och som vann Guldrosen och Humorrosen | The Prize - Helt apropås tv-special om Nobelpriset som gjordes 1987 för Montreuxfestivalen och som vann Guldrosen och Humorrosen | The Prize - Helt apropås tv-special om Nobelpriset som gjordes 1987 för Montreuxfestivalen och som vann Guldrosen och Humorrosen | ca 2 015 000 tittare |
| 7 mars 1999 | 7 mars 1999      | 20.00            | SVT2            | Helt aprodå - En sammanställning av klipp ur Helt aprodå som först visades 1992                                                  | Helt aprodå - En sammanställning av klipp ur Helt aprodå som först visades 1992                                                  | Helt aprodå - En sammanställning av klipp ur Helt aprodå som först visades 1992                                                  | ca 1 955 000 tittare |
| 14 mars 1999 | 14 mars 1999     | 20.00            | SVT2            | Tack för alla skratt, Stellan - En minnesdokumentär sammansatt främst av klipp ur tv-arkivet                                     | Tack för alla skratt, Stellan - En minnesdokumentär sammansatt främst av klipp ur tv-arkivet                                     | Tack för alla skratt, Stellan - En minnesdokumentär sammansatt främst av klipp ur tv-arkivet                                     | ca 2 190 000 tittare |

## Säsong 9 (2000)
Efter att Sundahl avlidit dröjde det till hösten 2000 innan programmet återupptogs. Samtliga program visades på söndagar 20.00 i SVT2. Programledare var Sven Melander och lagen leddes av Stefan Grudin och Thomas Oredsson.
| Säsong 9 (2000) | Säsong 9 (2000) | Säsong 9 (2000)  | Säsong 9 (2000) | Säsong 9 (2000) | Säsong 9 (2000) | Säsong 9 (2000)                     | Säsong 9 (2000)      |
| Nr              | Nr              | Datum            | Tid             | Kanal           | Programledare   | Medverkade                          | Tittare              |
| --------------- | --------------- | ---------------- | --------------- | --------------- | --------------- | ----------------------------------- | -------------------- |
| 55              | 1               | 12 november 2000 | 20.00           | SVT2            | Sven Melander   | Liza Marklund och Jan Guillou       |                      |
| 56              | 2               | 19 november 2000 | 20.00           | SVT2            | Sven Melander   | Iwa Boman och Gudrun Schyman        |                      |
| 57              | 3               | 26 november 2000 | 20.00           | SVT2            | Sven Melander   | Lars Leijonborg och Annika Lantz    |                      |
| 58              | 4               | 3 december 2000  | 20.00           | SVT2            | Sven Melander   | Mats Svegfors och Peppe Engberg     |                      |
| 59              | 5               | 10 december 2000 | 20.00           | SVT2            | Sven Melander   | Helle Klein och Peter Wahlbeck      |                      |
| 60              | 6               | 17 december 2000 | 20.00           | SVT2            | Sven Melander   | Gunnar Hökmark och Krister Claesson | ca 2 040 000 tittare |

## Säsong 10 (2001)
Sändes hösten 2001. Det här var första säsongen där förstasändningen låg i SVT1. Samtliga program visades på söndagar 20.00. Programledare var Sven Melander och lagen leddes av Stefan Grudin och Lasse Eriksson.
| Säsong 10 (2001) | Säsong 10 (2001) | Säsong 10 (2001) | Säsong 10 (2001) | Säsong 10 (2001) | Säsong 10 (2001) | Säsong 10 (2001)                      | Säsong 10 (2001) |
| Nr               | Nr               | Datum            | Tid              | Kanal            | Programledare    | Medverkade                            | Tittare          |
| ---------------- | ---------------- | ---------------- | ---------------- | ---------------- | ---------------- | ------------------------------------- | ---------------- |
| 61               | 1                | 18 november 2001 | 20.00            | SVT1             | Sven Melander    | Bo Lundgren och Carina Lidbom         |                  |
| 62               | 2                | 25 november 2001 | 20.00            | SVT1             | Sven Melander    | Katarina Mazetti och Matz Hammarström |                  |
| 63               | 3                | 2 december 2001  | 20.00            | SVT1             | Sven Melander    | Maud Olofsson och Björn Hellberg      |                  |
| 64               | 4                | 9 december 2001  | 20.00            | SVT1             | Sven Melander    | Göran Johnsson och Susanna Popova     |                  |
| 65               | 5                | 16 december 2001 | 20.00            | SVT1             | Sven Melander    | Lars Törnman och Britta Lejon         |                  |
| 66               | 6                | 23 december 2001 | 20.00            | SVT1             | Sven Melander    | Siw Carlsson och Ronny Eriksson       |                  |

## Säsong 11 (Våren 2002)
Sändes våren 2002. Samtliga program visades på söndagar 20.00 i SVT1. Programledare var Sven Melander och lagen leddes av Stefan Grudin och Lasse Eriksson.
| Säsong 11 (Våren 2002) | Säsong 11 (Våren 2002) | Säsong 11 (Våren 2002) | Säsong 11 (Våren 2002) | Säsong 11 (Våren 2002) | Säsong 11 (Våren 2002) | Säsong 11 (Våren 2002)                | Säsong 11 (Våren 2002) |
| Nr                     | Nr                     | Datum                  | Tid                    | Kanal                  | Programledare          | Medverkade                            | Tittare                |
| ---------------------- | ---------------------- | ---------------------- | ---------------------- | ---------------------- | ---------------------- | ------------------------------------- | ---------------------- |
| 67                     | 1                      | 10 februari 2002       | 20.00                  | SVT1                   | Sven Melander          | Anders Björck och Janne Josefsson     |                        |
| 68                     | 2                      | 17 februari 2002       | 20.00                  | SVT1                   | Sven Melander          | Björn Ranelid och Lena Frisk          |                        |
| 69                     | 3                      | 24 februari 2002       | 20.00                  | SVT1                   | Sven Melander          | Johannes Brost och Viveca Lärn        |                        |
| 70                     | 4                      | 3 mars 2002            | 20.00                  | SVT1                   | Sven Melander          | Alf Svensson och Claes Malmberg       | ca 2 170 000 tittare   |
| 71                     | 5                      | 10 mars 2002           | 20.00                  | SVT1                   | Sven Melander          | Hasse Alfredson och Marit Paulsen     |                        |
| 72                     | 6                      | 17 mars 2002           | 20.00                  | SVT1                   | Sven Melander          | Pernilla Månsson Colt och Tomas Bolme |                        |

## Säsong 12 (Hösten 2002)
Sändes hösten 2002, förutom program 6 som sändes vintern 2003. Samtliga program visades på söndagar 20.00 i SVT1. Programledare var Sven Melander och lagen leddes av Stefan Grudin och Lasse Eriksson.
| Säsong 12 (Hösten 2002) | Säsong 12 (Hösten 2002) | Säsong 12 (Hösten 2002) | Säsong 12 (Hösten 2002) | Säsong 12 (Hösten 2002) | Säsong 12 (Hösten 2002) | Säsong 12 (Hösten 2002)                | Säsong 12 (Hösten 2002) |
| Nr                      | Nr                      | Datum                   | Tid                     | Kanal                   | Programledare           | Medverkade                             | Tittare                 |
| ----------------------- | ----------------------- | ----------------------- | ----------------------- | ----------------------- | ----------------------- | -------------------------------------- | ----------------------- |
| 73                      | 1                       | 24 november 2002        | 20.00                   | SVT1                    | Sven Melander           | Maria Wetterstrand och Claes Borgström |                         |
| 74                      | 2                       | 1 december 2002         | 20.00                   | SVT1                    | Sven Melander           | Krister Claesson och Tove Lifvendahl   |                         |
| 75                      | 3                       | 8 december 2002         | 20.00                   | SVT1                    | Sven Melander           | Viveca Lärn och Göran Greider          |                         |
| 76                      | 4                       | 15 december 2002        | 20.00                   | SVT1                    | Sven Melander           | Anders Jansson och Johan Wester        |                         |
| 77                      | 5                       | 22 december 2002        | 20.00                   | SVT1                    | Sven Melander           | Annika Andersson och Thomas Petersson  |                         |
| 78                      | 6                       | 6 januari 2003          | 20.00                   | SVT1                    | Sven Melander           | Hasse Alfredson och Ronny Eriksson     |                         |

## Säsong 13 (Våren 2003)
Sändes våren 2003. Samtliga program visades på söndagar 20.00. Programledare var Sven Melander och lagen leddes av Stefan Grudin och Rachel Molin.
| Säsong 13 (Våren 2003) | Säsong 13 (Våren 2003) | Säsong 13 (Våren 2003) | Säsong 13 (Våren 2003) | Säsong 13 (Våren 2003) | Säsong 13 (Våren 2003) | Säsong 13 (Våren 2003)                          | Säsong 13 (Våren 2003) |
| Nr                     | Nr                     | Datum                  | Tid                    | Kanal                  | Programledare          | Medverkade                                      | Tittare                |
| ---------------------- | ---------------------- | ---------------------- | ---------------------- | ---------------------- | ---------------------- | ----------------------------------------------- | ---------------------- |
| 79                     | 1                      | 13 april 2003          | 20.00                  | SVT1                   | Sven Melander          | Krister Claesson och Gudrun Schyman             |                        |
| 80                     | 2                      | 20 april 2003          | 20.00                  | SVT1                   | Sven Melander          |                                                 |                        |
| 81                     | 3                      | 27 april 2003          | 20.00                  | SVT1                   | Sven Melander          | Anders Björck och Lena Sundström                |                        |
| 82                     | 4                      | 4 maj 2003             | 20.00                  | SVT1                   | Sven Melander          | Kryddan Pettersson och Ljubomir Vranjes         |                        |
| 83                     | 5                      | 11 maj 2003            | 20.00                  | SVT1                   | Sven Melander          | Ulrika Knutson och Özz Nujen                    |                        |
| 84                     | 6                      | 18 maj 2003            | 20.00                  | SVT1                   | Sven Melander          | Felix Herngren och Lars Leijonborg              |                        |
| 85                     | 7                      | 25 maj 2003            | 20.00                  | SVT1                   | Sven Melander          | Robert Gustafsson och Elisabeth Tarras-Wahlberg |                        |
| 86                     | 8                      | 1 juni 2003            | 20.00                  | SVT1                   | Sven Melander          | Hans Rosenfeldt och Jessica Gedin               |                        |

## Säsong 14 (Hösten 2003)
Visades hösten 2003. Sändes i SVT1 på söndagar klockan 20.00. Programledare var Sven Melander och lagen leddes av Stefan Grudin och Viveca Lärn.
| Säsong 14 (Hösten 2003) | Säsong 14 (Hösten 2003) | Säsong 14 (Hösten 2003) | Säsong 14 (Hösten 2003) | Säsong 14 (Hösten 2003) | Säsong 14 (Hösten 2003) | Säsong 14 (Hösten 2003)                 | Säsong 14 (Hösten 2003) |
| Nr                      | Nr                      | Datum                   | Tid                     | Kanal                   | Programledare           | Medverkade                              | Tittare                 |
| ----------------------- | ----------------------- | ----------------------- | ----------------------- | ----------------------- | ----------------------- | --------------------------------------- | ----------------------- |
| 87                      | 1                       | 2 november 2003         | 20.00                   | SVT1                    | Sven Melander           | Gert Fylking och Jan O. Karlsson        |                         |
| 88                      | 2                       | 9 november 2003         | 20.00                   | SVT1                    | Sven Melander           | Paolo Roberto och Lena Hallengren       |                         |
| 89                      | 3                       | 16 november 2003        | 20.00                   | SVT1                    | Sven Melander           | Adde Malmberg och Bert Karlsson         | ca 2 015 000 tittare    |
| 90                      | 4                       | 23 november 2003        | 20.00                   | SVT1                    | Sven Melander           | Claes Malmberg och Peter Eriksson       |                         |
| 91                      | 5                       | 30 november 2003        | 20.00                   | SVT1                    | Sven Melander           | Kattis Ahlström och Ingvar Oldsberg     |                         |
| 92                      | 6                       | 7 december 2003         | 20.00                   | SVT1                    | Sven Melander           | Alf Svensson och Krister Claesson       |                         |
| 93                      | 7                       | 14 december 2003        | 20.00                   | SVT1                    | Sven Melander           | Ronny Eriksson och Carin Hjulström-Livh |                         |
| 94                      | 8                       | 21 december 2003        | 20.00                   | SVT1                    | Sven Melander           | Hans Alfredson och Jonas Hallberg       |                         |

## Säsong 15 (2008)
Visas hösten 2008. Sänds i Kanal 9 på onsdagar och torsdagar klockan 22.00. Programledare är Kajsa Ingemarsson och lagen leds av Kristoffer Appelquist och Annika Lantz. Tobias Persson ersätter Appelquist som lagledare i program 9 och 10.
| Säsong 15 (2008) | Säsong 15 (2008) | Säsong 15 (2008) | Säsong 15 (2008) | Säsong 15 (2008) | Säsong 15 (2008)  | Säsong 15 (2008)                          | Säsong 15 (2008) |
| Nr               | Nr               | Datum            | Tid              | Kanal            | Programledare     | Medverkade                                | Tittare          |
| ---------------- | ---------------- | ---------------- | ---------------- | ---------------- | ----------------- | ----------------------------------------- | ---------------- |
| 95               | 1                | 1 oktober 2008   | 22.00            | Kanal 9          | Kajsa Ingemarsson | Ylva Johansson och Tobias Persson         |                  |
| 96               | 2                | 2 oktober 2008   | 22.00            | Kanal 9          | Kajsa Ingemarsson | Titti Schultz och Göran Hägglund          |                  |
| 97               | 3                | 8 oktober 2008   | 22.00            | Kanal 9          | Kajsa Ingemarsson | Lars Leijonborg och Hans Rosenfeldt       |                  |
| 98               | 4                | 9 oktober 2008   | 22.00            | Kanal 9          | Kajsa Ingemarsson | Glenn Hysén och Anders Jansson            |                  |
| 99               | 5                | 15 oktober 2008  | 22.00            | Kanal 9          | Kajsa Ingemarsson | Adde Malmberg och Rami Shaaban            |                  |
| 100              | 6                | 16 oktober 2008  | 22.00            | Kanal 9          | Kajsa Ingemarsson | Lasse Anrell och Alexandra Pascalidou     |                  |
| 101              | 7                | 22 oktober 2008  | 22.00            | Kanal 9          | Kajsa Ingemarsson | Christofer Fjellner och Hasse Aro         |                  |
| 102              | 8                | 23 oktober 2008  | 22.00            | Kanal 9          | Kajsa Ingemarsson | Wille Crafoord och Stig-Björn Ljunggren   |                  |
| 103              | 9                | 29 oktober 2008  | 22.00            | Kanal 9          | Kajsa Ingemarsson | Dominika Peczynski och Lars Ohly          |                  |
| 104              | 10               | 30 oktober 2008  | 22.00            | Kanal 9          | Kajsa Ingemarsson | Leif Silbersky och Håkan Juholt           |                  |
| 105              | 11               | 5 november 2008  | 22.00            | Kanal 9          | Kajsa Ingemarsson | Carl Jan Granqvist och Bob Hansson        |                  |
| 106              | 12               | 6 november 2008  | 22.00            | Kanal 9          | Kajsa Ingemarsson | Hans Fahlén och Figge Norling             |                  |
| 107              | 13               | 12 november 2008 | 22.00            | Kanal 9          | Kajsa Ingemarsson | Maria Wetterstrand och Tony Rickardsson   |                  |
| 108              | 14               | 13 november 2008 | 22.00            | Kanal 9          | Kajsa Ingemarsson | Björn Ranelid och Josefin Brink           |                  |
| 109              | 15               | 19 november 2008 | 22.00            | Kanal 9          | Kajsa Ingemarsson | Gudrun Schyman och Pär Holmgren           |                  |
| 110              | 16               | 20 november 2008 | 22.00            | Kanal 9          | Kajsa Ingemarsson | Peter Althin och Fredrik Malm             |                  |
| 111              | 17               | 26 november 2008 | 22.00            | Kanal 9          | Kajsa Ingemarsson | Wanja Lundby-Wedin och Björn von Sydow    |                  |
| 112              | 18               | 27 november 2008 | 22.00            | Kanal 9          | Kajsa Ingemarsson | Dilsa Demirbag Sten och Fredrick Federley |                  |
| 113              | 19               | 3 december 2008  | 22.00            | Kanal 9          | Kajsa Ingemarsson | Birgitta Ohlsson och Niklas Ekdal         |                  |
| 114              | 20               | 4 december 2008  | 22.00            | Kanal 9          | Kajsa Ingemarsson | Mian Lodalen och Thomas Järvheden         |                  |

## Säsong 16 (2009)
Visades våren 2009. Sänds på onsdagar och torsdagar klockan 21.45 eller 22.00. Pia Johansson vikarierar för Annika Lantz i program 5.
| Säsong 16 (2009) | Säsong 16 (2009) | Säsong 16 (2009) | Säsong 16 (2009) | Säsong 16 (2009) | Säsong 16 (2009)  | Säsong 16 (2009)                            | Säsong 16 (2009) |
| Nr               | Nr               | Datum            | Tid              | Kanal            | Programledare     | Medverkade                                  | Tittare          |
| ---------------- | ---------------- | ---------------- | ---------------- | ---------------- | ----------------- | ------------------------------------------- | ---------------- |
| 115              | 1                | 11 mars 2009     | 21.45            | Kanal 9          | Kajsa Ingemarsson | Mikael Tornving och Anders Parmström        |                  |
| 116              | 2                | 12 mars 2009     | 21.45            | Kanal 9          | Kajsa Ingemarsson | Maria Abrahamsson och Åsa Sandell           |                  |
| 117              | 3                | 18 mars 2009     | 22.00            | Kanal 9          | Kajsa Ingemarsson | Ara Abrahamian och Anna Maria Corazza Bildt |                  |
| 118              | 4                | 19 mars 2009     | 21.45            | Kanal 9          | Kajsa Ingemarsson | Ernst Billgren och Erica Johansson          |                  |
| 119              | 5                | 25 mars 2009     | 21.45            | Kanal 9          | Kajsa Ingemarsson | Johan Wissman och Henrik Hjelt              |                  |
| 120              | 6                | 26 mars 2009     | 21.45            | Kanal 9          | Kajsa Ingemarsson | Peter Eriksson och Carin Hjulström          |                  |
| 121              | 7                | 1 april 2009     | 22.15            | Kanal 9          | Kajsa Ingemarsson |                                             |                  |
| 122              | 8                | 2 april 2009     | 22.00            | Kanal 9          | Kajsa Ingemarsson |                                             |                  |
| 123              | 9                | 8 april 2009     | 22.00            | Kanal 9          | Kajsa Ingemarsson | Lars Ohly och Thomas Ravelli                |                  |
| 124              | 10               | 9 april 2009     | 22.00            | Kanal 9          | Kajsa Ingemarsson | Jan Emanuel Johansson och Magnus Samuelsson |                  |
| 125              | 11               | 15 april 2009    | 22.00            | Kanal 9          | Kajsa Ingemarsson |                                             |                  |
| 126              | 12               | 16 april 2009    | 22.00            | Kanal 9          | Kajsa Ingemarsson | Björn Hellberg och Per Andersson            |                  |
| 127              | 13               | 22 april 2009    | 22.00            | Kanal 9          | Kajsa Ingemarsson | Belinda Olsson och Kjell A Nordström        |                  |
| 128              | 14               | 23 april 2009    | 22.00            | Kanal 9          | Kajsa Ingemarsson | Jonas Hallberg och Marita Ulvskog           |                  |
| 129              | 15               | 29 april 2009    | 22.00            | Kanal 9          | Kajsa Ingemarsson |                                             |                  |
| 130              | 16               | 30 april 2009    | 22.00            | Kanal 9          | Kajsa Ingemarsson |                                             |                  |
| 131              | 17               | 6 maj 2009       | 22.00            | Kanal 9          | Kajsa Ingemarsson | Anders Timell och Olle Waller               |                  |
| 132              | 18               | 7 maj 2009       | 22.00            | Kanal 9          | Kajsa Ingemarsson | David Batra och Jytte Guteland              |                  |
| 133              | 19               | 13 maj 2009      | 22.00            | Kanal 9          | Kajsa Ingemarsson |                                             |                  |
| 134              | 20               | 14 maj 2009      | 22.00            | Kanal 9          | Kajsa Ingemarsson |                                             |                  |

Källa: 